# 马里兰州三百周年半美元
马里兰州三百周年半美元（英語：Maryland Tercentenary half dollar）是美国铸币局1934年铸造的50美分纪念币，旨在纪念英国殖民者定居今马里兰州所在地300周年。硬币设计由汉斯·舒勒操刀，正面刻有第二代巴尔的摩男爵塞西尔·卡尔弗特的头像，背面是马里兰州盾形纹章。
马里兰州三百周年委员会希望发行纪念币为周年庆典筹资，为此该州两名联邦参议员一起向国会递交法案，法案在两院顺利通过，没有议员反对。美术委员会认可舒勒的设计方案，但正面一处小细节留有争议，即塞西尔·卡尔弗特身为天主教徒兼骑士党人，为什么衣领会是典型的清教徒风格。
委员会起初以一美元零售价卖出约1.5万枚纪念币，此后开始打折向经销商和投机商批发，最低价只有65美分。这款半美元此后逐渐升值，如今价值在数百美元不等。

## 背景
1634年，英国殖民者开始在今马里兰州所在地定居，后在查理一世国王赐予第二代巴尔的摩男爵塞西尔·卡尔弗特的土地上建立圣玛丽斯市（St. Mary's City）。1934年，马里兰州三百周年委员会希望发行纪念邮票和半美元纪念币，为周年庆典筹资。
1935年时，美国纪念币都是由政府以面值卖给国会授权的某个组织，这些组织再加价向公众转售获利。以马里兰州三百周年半美元为例，获得国会授权的组织就是上文所述的三百周年委员会，具体执行人包括委员会主席和书记员。

## 立法
1934年3月6日，马里兰州联邦参议员米勒德·伊夫林·汀丁斯（Millard E. Tydings）和菲利普·李·戈德斯伯勒（Phillips Lee Goldsborough）一起向参议院递交法案，建议为马里兰州创立300周年发行半美元纪念币，法案随后转交银行和货币委员会审核。3月13日，戈德斯伯勒代表委员会向参议院回报，建议直接通过法案。3月20日，参议院经表决通过法案，没有议员提出疑问或异议
法案送联邦众议院后转交铸币和度量衡委员会审核。1934年4月25日，纽约州众议员安德鲁·萨默斯（Andrew Somers）回报众议院并附上报告，建议修订后再通过法案，这些修订主要包括两个方面，一是把授权发行量从一万提升到2.5万，二是加入规定确保纪念币从设计到石膏模型，以及出币毂、金属模具制作在内的全部过程都不得动用政府开支。5月2日，萨默斯提请众议院审阅修订后的法案，德克萨斯州众议员山姆·雷伯恩（Sam Rayburn）表示，如果法案中尚有需辩论澄清的事项，他就会投反对票，对此萨默斯回应，就他所知，法案中没有任何事项需要辩论。另一名德克萨斯州众议员托马斯·林赛·布兰顿（Thomas L. Blanton）提议把授权发行量再提高到十万枚，但此举只是出于礼貌，方便他向萨默斯提问。萨默斯表示，2.5万是与财政部商议后确定的数字，对此布兰顿虽然觉得需要更多银币进入流通来满足市场需求，但考虑到人们极少会用纪念币购物，即便有也很快就会被别人搜集起来，所以加大发行量没法解决问题，最终他撤回建议，法案顺利通过，没有其他讨论。
法案经过众议院修订，因此参议院需重新审核。5月3日，参议院接受戈德斯伯勒的动议通过法案，期间没有任何答辩。1934年5月9日，授权发行2.5万枚马里兰州三百周年半美元的法案经富兰克林·德拉诺·罗斯福总统签字成为法律正式生效。

## 准备

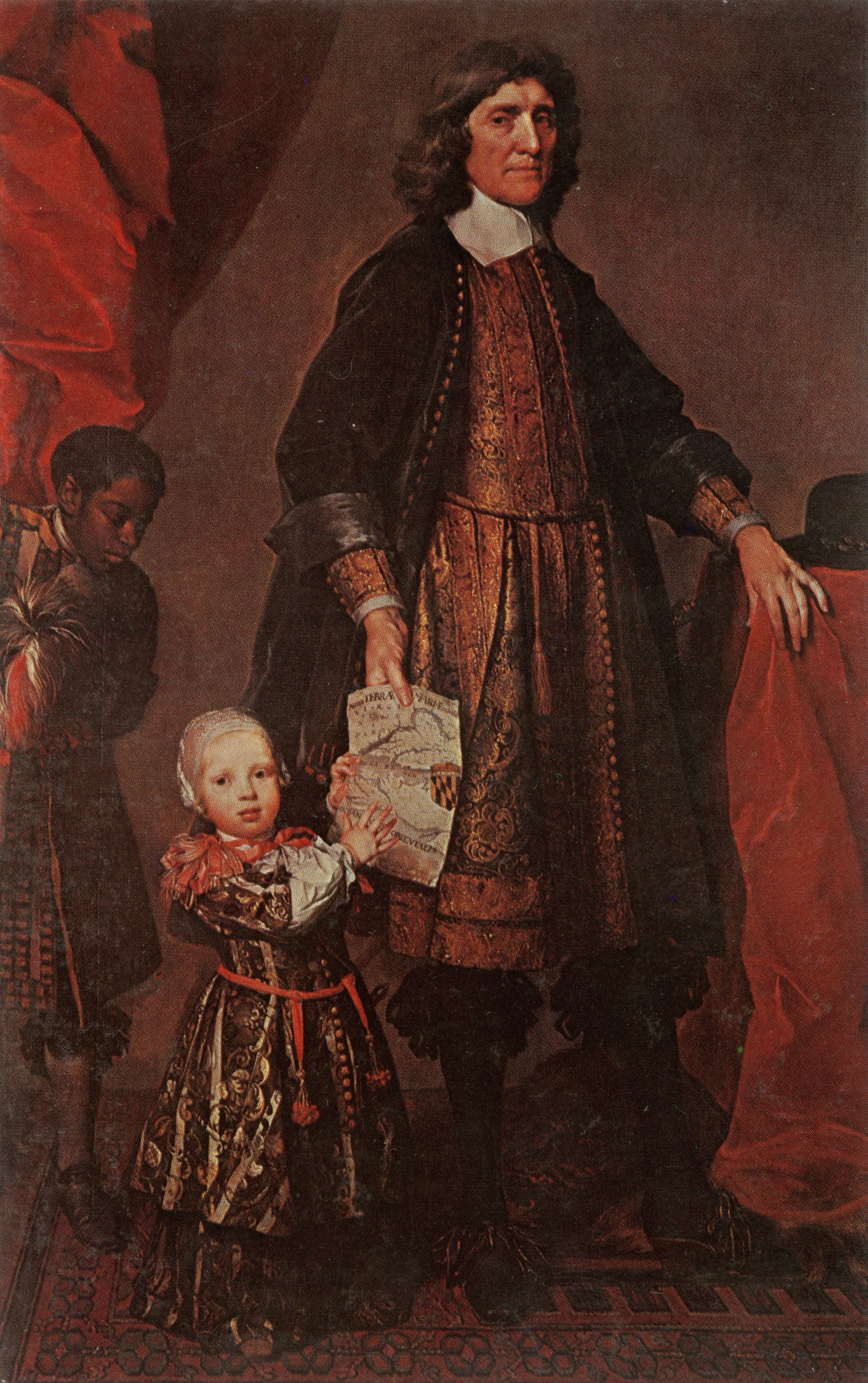
马里兰州三百周年半美元正面的头像是以杰拉德·苏斯特创作的这副画为依据

法案尚在国会审议期间，纪念币设计便已完成。5月9日（总统签署法案当天），美术委员会书记员汉斯·卡梅尔（Hans Caemmerer）给委员会委员、雕塑家李·劳列（Lee Lawrie）发电报，称财政部需要委员会马上回复设计方案是否合适。劳列搭火车赶往费城铸币局并同首席雕刻师约翰·雷·辛诺克（John R. Sinnock）商谈后提出多项建议，如去除分隔（“半”）和（“美元”）的点、调整字母位置等。马里兰艺术学院院长汉斯·舒勒（Hans Schuler）是硬币的设计者，他于14日把修改后的石膏模具带到铸币局，辛诺克整体表示满意，但劳列又提出新的意见，包括把背面的“IN GOD WE TRUST”（“我们信仰上帝”）移到正面的人物头像旁边，当年正是这位爵士在马里兰颁布宗教自由法令。此外，劳列觉得半美元上人物的服装同历史不符，塞西尔·卡尔弗特身为信奉天主教的骑士党人，不大可能穿上这种清教徒身上常见的宽衣领风格服饰。
舒勒同意修改铭文，但不接受劳列对衣领的质疑，声称自己是根据杰拉德·苏斯特（Gerard Soest）绘制的知名画作创作头像。对此劳列没有再坚持，三百周年委员会则希望纪念币尽快投产，于是美术委员会批准方案。为节省时间，铸币金属模是在纽约奖章用品公司（Medallic Art Company）制作。

## 设计

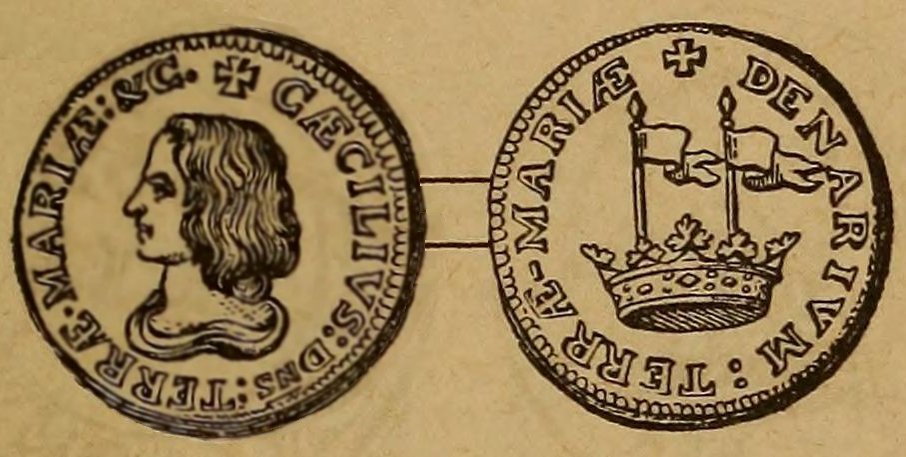
巴尔的摩男爵发行的殖民地便士，图片源自19世纪书籍。

硬币正面是巴尔的摩男爵的头像，多位钱币学作家对其形象抱负面看法，其中又以衣领为甚。安东尼·斯沃泰克（Anthony Swiatek）和沃尔特·布林（Walter Breen）在合著的纪念币主题著作中称，虽然舒勒的创作是以苏斯特的画为依据，但“这不能成为给骑士党人配上清教徒衣领的理由”。如果舒勒能参考男爵本人发行的硬币（上面所刻的卡尔弗特头像风格完全不同），效果就会理想得多。唐·塔克西（Don Taxay）也认为，“考虑到卡尔弗特发行硬币上所刻头像服饰宽松，（美术）委员会对清教徒衣领的反对很有道理”。
纪念币背面刻有马里兰州盾形纹章，纹章分为四个部分，由巴尔的摩男爵及夫人安妮·阿伦德尔（Anne Arundell）的盾形纹章合并而成。除马里兰州三百周年半美元外，所有美国硬币中只有缅因州约克县三百周年半美元上刻有十字架。纹章下的丝带上刻有马里兰州格言“FATTI MASCHII PAROLE FEMINE”（“行事有男子气概，言语如女人婉转”）。斯沃泰克和布林认为，这句格言明显存在性别歧视，而且马里兰州丝毫没打算掩饰。2017年，马里兰州议会通过法案，将这句拉丁语的英语译文强制改为（“行事坚决，言辞温和”）。此外，半美元背面（“马里兰州”）一词的字母旁还有设计师的姓名首字母缩写。
美术史学家科尼利厄斯·弗缪尔（Cornelius Vermeule）在美国钱币和奖章主题著作中对马里兰州三百周年半美元同样评价不佳，觉得设计图案与其说是纪念币，倒不如说更像广告。在他看来，硬币正面采用头像毫无新意，即便平平无奇的奖章设计师也经常能创作出优异作品；背面从钱币角度而言实在俗套，看上去“几乎就是警察徽章”。

## 铸造、销售和收藏

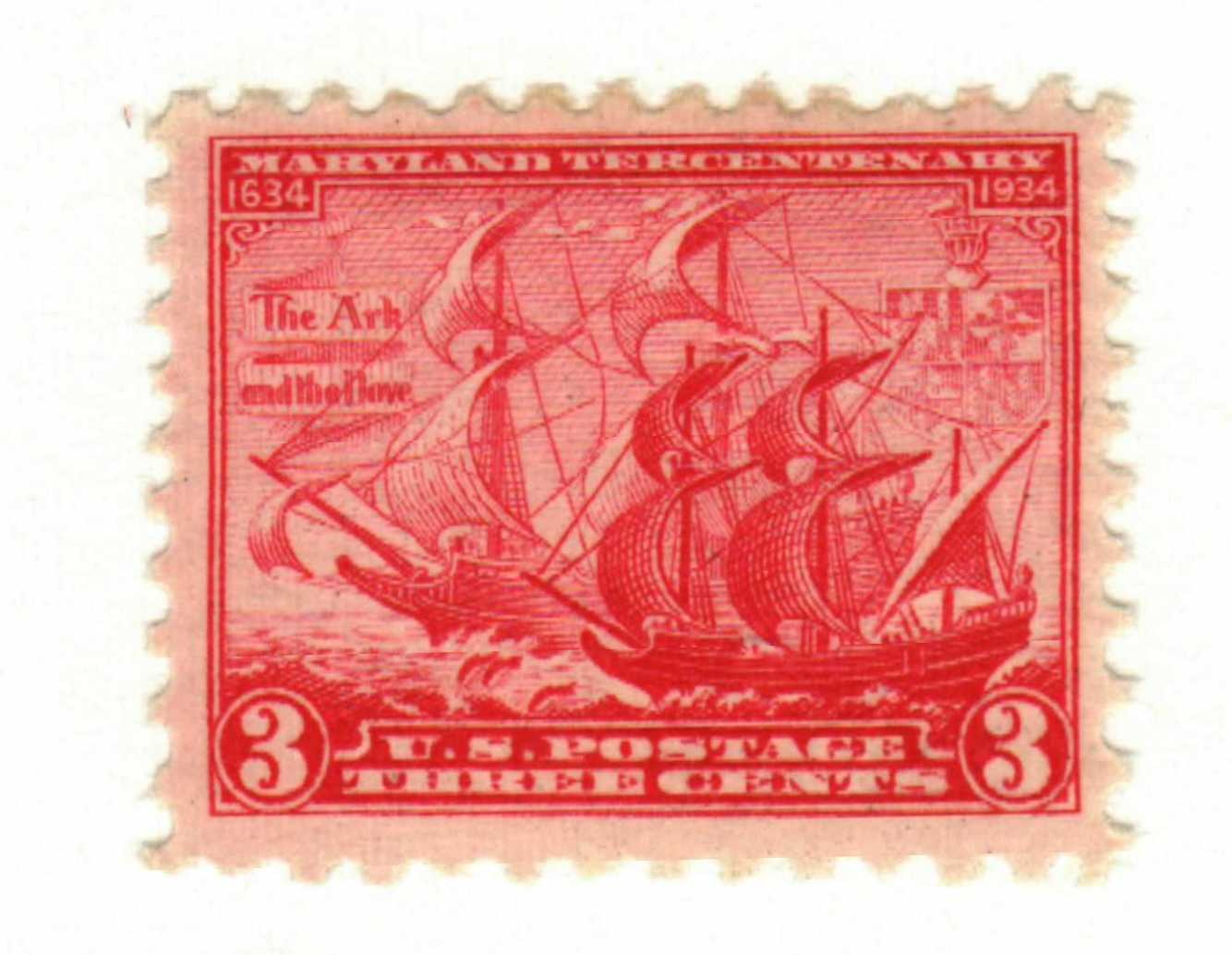
美国邮政部为马里兰州三百周年发行的三美分邮票

1934年7月，费城铸币局共出产25015枚马里兰州半美元，其中15枚由铸币局保留，等待来年化验委员会的年度检测。7月10日，三百周年委员会收到纪念币后开始以一美元单价出售。这也标志着马里兰州半美元成为罗斯福执政时期发售的第一种美国纪念币。德克萨斯州百年纪念半美元虽然早在1933年就获得国会授权，但直到1934年10月才投产。截止1934年底，委员会共售出约1.5万枚纪念币，此时庆祝活动均已结束，半美元售价降至75美分，之后最低降至65美分，直到全部售罄。1935年5月，德克萨斯州钱币经销商莱曼·霍夫克（Lyman W. Hoffecker）联络委员会表明购买意向，得到的回复是库存都已卖完，约有8000枚批发给了经销商。1936年5月，霍夫克在国会听证会上作证时称，据他所知，西南部某经销商共买到约1000枚马里兰州半美元；并且霍夫克本人到访三百周年委员会办事处时，电梯操作员自称买有500枚以备将来转售。
1935年，马里兰州三百周年半美元的零售价约为1.5美元，然后一度贬值，1940年时成色即便达到未流通级也只值1.25美元。此后半美元开始升值，1955年已涨至10美元，1985年达300美元。根据理查德·约曼（Richard S. Yeoman）2018年版的《美国钱币指南手册》（A Guide Book of United States Coins），这款纪念币视成色而定，价值在130至325美元之间。此外，马里兰州半美元还确知有两到四枚精制币存世，其中两枚属首席雕刻师辛诺克所有。2012年，一枚精制币经拍卖以10万9250美元高价成交。

## 脚注
1. ↑  Bowers，第261頁.
2. ↑  Swiatek，第217–218頁.
3. 1 2  Swiatek & Breen，第153頁.
4. ↑  stamprequest.
5. ↑  Slabaugh，第3–5頁.
6. ↑  Flynn，第351–352頁.
7. ↑  history.
8. ↑  senateback.
9. ↑  senatepass.
10. ↑  congressamendment.
11. ↑  congresspass.
12. ↑  senatefinalpass.
13. ↑  Flynn，第351–532頁.
14. ↑  Taxay，第137–140頁.
15. ↑  Taxay，第140–141頁.
16. ↑  Taxay，第141頁.
17. 1 2  Slabaugh，第87頁.
18. 1 2  Swiatek & Breen，第151頁.
19. ↑  Flynn，第121頁.
20. 1 2  Swiatek，第218頁.
21. ↑  motto.
22. ↑  Vermeule，第184頁.
23. ↑  Vermeule，第186頁.
24. ↑  Vermeule，第184, 186頁.
25. 1 2  Flynn，第122頁.
26. 1 2  Bowers，第262頁.
27. ↑  Bowers，第263–264頁.
28. 1 2  Yeoman，第1071頁.
29. ↑  Swiatek & Breen，第164頁.
30. ↑  auction2012.